# Montegrino Valtravaglia
Montegrino Valtravaglia (Muntegrin Valtravàia in dialetto varesotto) è un comune italiano di 1 531 abitanti della provincia di Varese in Lombardia.

## Origini del nome
L'origine del nome di Montegrino Valtravaglia non è chiara: secondo alcune ipotesi, Montegrino (come le varianti Monte Garin, Monte Agareno, Monte Agarino) deriverebbe da acer, "acero", nel dialetto antico agher, plurale agra, probabilmente riferito a vasti boschi d'aceri che un tempo ricoprivano il monte che sovrasta il paese. Secondo un'altra ipotesi, il nome sarebbe l'esito del composto di "monte" e di un nome di persona, probabilmente germanico, come "Agrimo".

## Storia

### Simboli
Lo stemma comunale e il gonfalone sono stati concessi con decreto del presidente della Repubblica del 10 ottobre 1962.
Lo stemma riproduce l'immagine di una torre quadrata e merlata alla ghibellina, accostata da quattro alberi e fondata sulla pianura verde. Dalla punta dello scudo si origina uno specchio d'acqua e sullo sfondo di campo di cielo si staglia il profilo di un monte. Il gonfalone è un drappo di azzurro.

## Monumenti e luoghi d'interesse
- Chiesa dei Santi Rocco e Sebastiano
- Chiesa di Sant'Ambrogio
- Chiesa di San Martino

## Società

### Evoluzione demografica
- 995 nel 1751
- 783 nel 1805
- 1 224 dopo annessione di Bosco nel 1809
- 986 nel 1853
- 1 015 nel 1861
- 1 032 nel 1881
- 1 043 nel 1901
- 1 003 nel 1921
- 1 777 dopo annessione di Bosco e temporaneamente Grantola nel 1927

Abitanti censiti

## Amministrazione
Montegrino Valtravaglia fa parte della Comunità Montana Valli del Verbano. Il primo Consiglio comunale fu eletto nel 1821.